# Aroideae
Die Aroideae sind eine Unterfamilie der Pflanzenfamilie Aronstabgewächse (Araceae) innerhalb der Einkeimblättrigen (Monokotyledonen). Zu dieser Unterfamilie gehören zirka 2670 Arten in 70 Gattungen. Ihr Vorkommen umfasst fast die ganze Erde, die meisten Arten kommen jedoch in den Tropen vor.

## Namensgebung
Die Namensgebung bezieht sich auf den „Blütenkolben“ und wird mit Aaron in Zusammenhang gebracht: Altes Testament, Zitat (2. Mose 7, 10): Und Aaron warf seinen Stab vor den Pharao und vor seine Knechte hin, und er ward zur Schlange.

## Beschreibung
Die Aroideae sind meistens ausdauernde krautige Pflanzen, seltener strauch- oder baumförmig. Zahlreiche Arten sind Epiphyten oder Kletterpflanzen. Die wechselständig und meist spiralig angeordneten Laubblätter sind meist in Blattstiel und Blattspreite gegliedert. Die Blattspreite kann sehr unterschiedlich geformt sein. Die Blattadern enden frei und es ist meist keine Paralleladerung vorhanden.
Die Arten sind meist einhäusig (monözisch) seltener zweihäusig (diözisch) getrenntgeschlechtig. Der für diese Unterfamilie typische Blütenstand besteht aus dem Kolben (Spadix) und einem Hochblatt (Spatha), das den Kolben im knospigen Zustand vollkommen und später je nach Art mehr oder weniger stark umschließt. Die eingeschlechtigen Blüten sind häufig klein und unscheinbar. Es sind keine Blütenhüllblätter vorhanden. Die Staubblätter sind, außer bei Philodendron, untereinander verwachsen. In weiblichen Blüten sind oft Staminodien vorhanden.
Die Früchte sind meistens Beeren. Die Speicherung von Stärke im Samen erfolgt im Keimblatt (Kotyledone).

### Einzelne Arten
Im Frühjahr kann man die Pfeilblätter des Gefleckten Aronstabs (Arum maculatum) im Laubwald entdecken. Der bräunliche Kolben (Spadix) verströmt einen muffigen, urinartigen Geruch, den manche Insekten unwiderstehlich finden. Reusenhaare an der Einschnürung im unteren Drittel verhindern ein vorzeitiges Entkommen der Insekten. Erst nachdem ausreichend Pollen von den männlichen auf die weibliche Aronstabblüten gelangt sind, öffnet sich das Gefängnis wieder. Eine erfolgreiche Bestäubung zeigt sich im Spätsommer durch die Fruchtstände mit knallroten Beeren. Einen ähnlichen Bestäubungsmechanismus besitzt Sauromatum venosum, die Eidechsenwurz.
Zu den Aroideae zählt unter anderem auch die Pflanzenart mit dem größten Blütenstand/Blume der Welt, die aus Sumatra stammende Titanenwurz (Amorphophallus titanum). Der Blütenstand stinkt unangenehm nach Aas, wovon sich Aaskäfer unwiderstehlich angezogen fühlen.
Die Araceen gehören zu den thermogenen Pflanzen.
Sie haben durch ihre alternative Atmungskette eine Möglichkeit entwickelt, Wärme im Spadix zu produzieren.
Diese Wärmeentwicklung nutzt beispielsweise der Aronstab dazu, die Blütendüfte (Aasgeruch) besser zu verflüchtigen und damit Insekten anzulocken.

## Verbreitung in Mitteleuropa
In Mitteleuropa kommen die Gattungen Aronstab (zwei Arten: Arum maculatum und Arum cylindraceum), Sumpfkalla (nur Calla palustris) und Kalmus (nur die Art Acorus calamus) natürlich vor, die Dreizählige Pinellie (Pinellia ternata) ist aus Botanischen Gärten verwildert.

## Nutzpflanzen
Weitere bekannte Gattungen der Aroideae sind der Baumfreund (Philodendron), die Dieffenbachien (Dieffenbachia) und Syngonium podophyllum, die Zimmerpflanzen mit dekorativen Blättern sind. Einige Arten werden als Zierpflanzen in tropischen Parks und Gärten verwendet.
Eine Reihe Arten der Aroideae werden als Schnittblumen verwendet, ein Beispiel ist Kalla (Zantedeschia).
Eine wichtige Nutzpflanze ist der Taro (Colocasia esculenta), dessen stärkehaltige Knollen genutzt werden.

## Systematik
Die Unterfamilie wird in 26 Tribus gegliedert:
- Aglaonemateae: mit zwei Gattungen.
- Ambrosineae: mit der einzigen Gattung Ambrosina.
- Anubiadeae: mit der einzigen Gattung Anubias.
- Areae: mit sieben Gattungen.
- Arisaemateae: mit zwei Gattungen.
- Arisareae: mit der einzigen Gattung Krummstab (Arisarum).
- Arophyteae: mit drei Gattungen.
- Caladieae: mit sieben Gattungen.
- Callopsideae: mit der einzigen Gattung Callopsis.
- Colocasieae: mit sechs Gattungen.
- Cryptocoryneae: mit zwei Gattungen.
- Culcasieae: mit zwei Gattungen.
- Dieffenbachieae: mit zwei Gattungen.
- Homalomeneae: mit zwei Gattungen.
- Montrichardieae: mit der einzigen Gattung Montrichardia.
- Nephthytideae: mit drei Gattungen.
- Peltandreae: mit zwei Gattungen.
- Philodendreae: mit der einzigen Gattung Philodendren (Philodendron).
- Philonotieae S.Y.Wong & P.C.Boyce:[1] mit der einzigen Philonotion Schott kommt nur in der Neotropis vor.
- Pistieae: mit der einzigen Gattung Wassersalat (Pistia).
- Schismatoglottideae: mit seit S.Y.Wong & P.C.Boyce 2010[2] acht bis elf Gattungen in der Paläotropis.
- Spathicarpeae: mit acht bis zehn Gattungen.
- Stylochaetoneae: mit der einzigen Gattung Stylochaeton.
- Thomsonieae: mit zwei Gattungen.
- Zamioculcadeae: mit zwei Gattungen.
- Zantedeschieae: mit der einzigen Gattung Zantedeschien (Zantedeschia).
- Zomicarpeae: mit vier Gattungen.

Hier die Aufstellung der in die Unterfamilie gestellten 70 Gattungen mit Tribus-Zugehörigkeit:
| Wissenschaftlicher Name            | Deutscher Name | Tribus              | Bemerkungen                                 | Bild |
| ---------------------------------- | -------------- | ------------------- | ------------------------------------------- | ---- |
| Aglaodorum Schott                  |                | Aglaonemateae       |                                             |      |
| Aglaonema Schott                   | Kolbenfaden    | Aglaonemateae       |                                             |      |
| Alocasia (Schott) G.Don            | Pfeilblätter   | Colocasieae         |                                             |      |
| Ambrosina Bassi                    |                | Ambrosineae         |                                             |      |
| Amorphophallus Blume ex Decne.     | Titanenwurz    | Thomsonieae         | Etwa 150 Arten.                             |      |
| Anchomanes Schott                  |                | Nephthytideae       |                                             |      |
| Anubias Schott                     |                | Anubiadeae          |                                             |      |
| Apoballis Schott                   |                | Schismatoglottideae | Etwa zwölf Arten.                           |      |
| Aridarum Ridl.                     |                | Schismatoglottideae |                                             |      |
| Ariopsis Nimmo                     |                | Colocasieae         |                                             |      |
| Arisaema Mart.                     | Feuerkolben    | Arisaemateae        |                                             |      |
| Arisarum Mill.                     | Mäuseschwänze  | Arisareae           |                                             |      |
| Arophyton Jum.                     |                | Arophyteae          |                                             |      |
| Arum L.                            | Aronstab       | Areae               |                                             |      |
| Asterostigma Fisch. & C.A.Mey.     |                | Spathicarpeae       |                                             |      |
| Bakoa P.C.Boyce & S.Y.Wong         |                | Schismatoglottideae |                                             |      |
| Biarum Schott                      |                | Areae               |                                             |      |
| Bognera Mayo & Nicolson            |                | Dieffenbachieae     |                                             |      |
| Bucephalandra Schott               |                | Schismatoglottideae |                                             |      |
| Caladium Vent.                     | Kaladien       | Caladieae           |                                             |      |
| Callopsis Engl.                    |                | Callopsideae        |                                             |      |
| Carlephyton Jum.                   |                | Arophyteae          |                                             |      |
| Cercestis Schott                   |                | Culcasieae          |                                             |      |
| Chlorospatha Engl.                 |                | Caladieae           |                                             |      |
| Colletogyne Buchet                 |                | Arophyteae          |                                             |      |
| Colocasia Schott                   | Zehrwurz       | Colocasieae         |                                             |      |
| Cryptocoryne Fisch. ex Wydler      | Wasserkelche   | Cryptocoryneae      |                                             |      |
| Culcasia P. Beauv.                 |                | Culcasieae          |                                             |      |
| Dieffenbachia Schott               | Dieffenbachien | Dieffenbachieae     |                                             |      |
| Dracunculus Mill.                  | Drachenwurz    | Areae               |                                             |      |
| Eminium (Blume) Schott             |                | Areae               |                                             |      |
| Filarum Nicolson                   |                | Zomicarpeae         |                                             |      |
| Furtadoa M.Hotta                   |                | Homalomeneae        |                                             |      |
| Gearum N.E.Br.                     |                | Spathicarpeae       |                                             |      |
| Gonatopus Hook. f. ex Engl.        |                | Zamioculcadeae      |                                             |      |
| Gorgonidium Schott                 |                | Spathicarpeae       |                                             |      |
| Hapaline Schott                    |                | Caladieae           |                                             |      |
| Helicodiceros Schott               |                | Areae               |                                             |      |
| Hestia S.Y.Wong & P.C.Boyce        |                | Schismatoglottideae | Mit nur einer Art.                          |      |
| Homalomena Schott                  |                | Homalomeneae        | Etwa 140 Arten.                             |      |
| Jasarum G.S.Bunting                |                | Caladieae           |                                             |      |
| Lagenandra Dalzell                 |                | Cryptocoryneae      |                                             |      |
| Mangonia Schott                    |                | Spathicarpeae       |                                             |      |
| Montrichardia Crueg.               |                | Montrichardieae     |                                             |      |
| Nephthytis Schott                  |                | Nephthytideae       |                                             |      |
| Peltandra Raf.                     | Pfeilaron      | Peltandreae         |                                             |      |
| Philodendron Schott                | Philodendren   | Philodendreae       | Etwa 500 Arten.                             |      |
| Phymatarum M.Hotta                 |                | Schismatoglottideae |                                             |      |
| Pinellia Ten.                      | Pinellien      | Arisaemateae        |                                             |      |
| Piptospatha N.E.Br.                |                | Schismatoglottideae |                                             |      |
| Pistia L.                          | Wassersalat    | Pistieae            |                                             |      |
| Protarum Engl.                     |                | Colocasieae         |                                             |      |
| Pseudodracontium N.E.Br.           |                | Thomsonieae         |                                             |      |
| Pseudohydrosme Engl.               |                | Nephthytideae       |                                             |      |
| Remusatia Schott                   |                | Colocasieae         |                                             |      |
| Scaphispatha Brongn. ex Schott     |                | Caladieae           |                                             |      |
| Schismatoglottis Zoll. & Moritzi   |                | Schismatoglottideae |                                             |      |
| Schottarum P.C.Boyce & S.Y.Wong    |                | Schismatoglottideae |                                             |      |
| Schottariella P.C.Boyce & S.Y.Wong |                | Schismatoglottideae |                                             |      |
| Spathantheum Schott                |                | Spathicarpeae       |                                             |      |
| Spathicarpa Hook.                  |                | Spathicarpeae       |                                             |      |
| Steudnera K.Koch                   |                | Colocasieae         |                                             |      |
| Stylochaeton Lepr.                 |                | Stylochaetoneae     |                                             |      |
| Synandrospadix Engl.               |                | Spathicarpeae       |                                             |      |
| Syngonium Schott                   | Purpurtuten    | Caladieae           |                                             |      |
| Taccarum Brongn. ex Schott         |                | Spathicarpeae       |                                             |      |
| Theriophonum Blume                 |                | Areae               |                                             |      |
| Typhonium Schott                   |                | Areae               | inklusive Eidechsenwurz (Typhonium venosum) |      |
| Typhonodorum Schott                |                | Peltandreae         |                                             |      |
| Ulearum Engl.                      |                | Zomicarpeae         |                                             |      |
| Xanthosoma Schott                  | Goldnarben     | Caladieae           | Etwa 60 Arten                               |      |
| Zamioculcas Schott                 |                | Zamioculcadeae      | 1 Art                                       |      |
| Zantedeschia Spreng.               | Zantedeschien  | Zantedeschieae      |                                             |      |
| Zomicarpa Schott                   |                | Zomicarpeae         |                                             |      |
| Zomicarpella N.E.Br.               |                | Zomicarpeae         |                                             |      |